# Poszukiwawcze Ochotnicze Pogotowie Ratunkowe
Poszukiwawcze Ochotnicze Pogotowie Ratunkowe (POPR) – stowarzyszenie o statusie Organizacji Pożytku Publicznego z siedzibą w Gdyni, prowadzące specjalistyczną działalność ratowniczą, powstałe na podstawie ustawy z dnia 7 kwietnia 1989 r. Prawo o stowarzyszeniach. Organizacja działa na zasadach pracy społecznej i zajmuje się poszukiwaniem osób zaginionych w terenie otwartym, ewakuacją osób poszkodowanych z terenu trudno dostępnego, prowadzeniem szkoleń nt. Jak zachować się w wypadku ataku niebezpiecznego psa, nauką pierwszej pomocy oraz zabezpieczaniem imprez plenerowych jako zaplecze medyczne.

## Historia
Założyciele POPR tworzyli historię psów ratowniczych w Polsce – byli doświadczonymi ratownikami i przewodnikami psów, działającymi początkowo w innych grupach ratowniczych. Początki ich kariery sięgają 1995 roku oraz struktur Polskiego Czerwonego Krzyża, kiedy to na fali rosnącej popularności psów ratowniczych, po akcji ratowniczej na gruzowisku wieżowca przy ul. Wita Stwosza w Gdańsku, zintensyfikowała się działalność poszukiwawczo-ratownicza na Pomorzu. W 1996 r. z uwagi na problemy we współpracy z PCK rozpoczęli działalność w ramach Sekcji Psów Ratowniczych OSP Gdańsk, gdzie brali udział m.in. w poszukiwaniu osób zaginionych po trzęsieniu ziemi w Turcji za co, w dowód uznania zasług, dwóch ratowników zostało odznaczonych przez Prezydenta RP medalami „Za ofiarność i odwagę”.

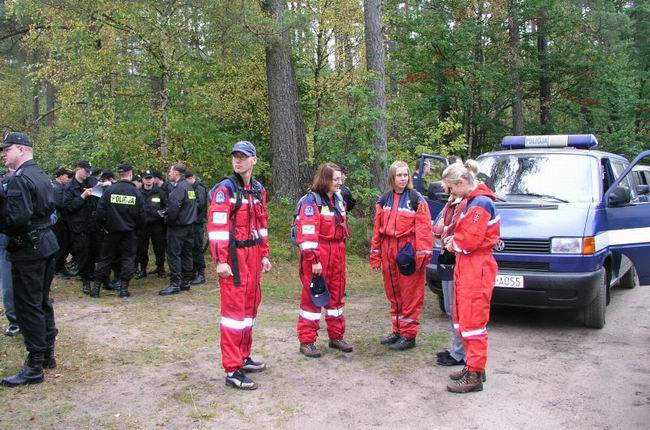
Akcja poszukiwawcza w terenie leśnym we współpracy z Policją 6 października 2004

Pozostały dorobek ratowników to m.in. działanie podczas katastrofy Zakładów Mięsnych w Gdańsku, działania po zawaleniu się budynku po wybuchu gazu w Dźwirzynie, zabezpieczali wyburzanie wieżowca ZREMB-u w Sopocie oraz w wielu innych akcjach poszukiwawczych osób zaginionych na terenie całego kraju. Po napotkaniu trudności logistycznych ze strony PSP podczas prowadzonych działań poszukiwawczych oraz po odmowie udzielenia przez PSP wymaganego wsparcia została podjęta decyzja o opuszczeniu szeregów OSP. Ratownikom udało się doprowadzić w 2001 roku do zarejestrowania samodzielnej i niezależnej organizacji, przyjmując nazwę Poszukiwawcze Ochotnicze Pogotowie Ratunkowe. POPR następnie wydzieliło w swoich strukturach Służbę Ratowniczą, czyli pododdział bezpośrednio odpowiedzialny za działalność ratowniczą, na czele której stanął emerytowany policjant Zbigniew Matysiak, a następnie z-ca dowódcy 43. Bazy Lotniczej Marynarki Wojennej kmdr por. Waldemar Skrzypiński, co zapoczątkowało intensywny rozwój organizacji oraz nadało jej ostateczną formę.

## Powiązania
POPR swoje zadania statutowe realizuje utrzymując kontakt z jedną z grup Górskiego Ochotniczego Pogotowia Ratunkowego. Ponadto ma podpisane umowy o współpracy z Policją, Strażą Miejską i Państwową Strażą Pożarną i wspiera je w działaniach poszukiwawczych. Dodatkowo zostało włączone w Zintegrowany System Ratowniczy miasta Gdynia pod kryptonimem „Ratownik 222″ oraz powiatu Wejherowo (KSRG). Decyzją Wojewody Pomorskiego zostało włączone do rejestru Jednostek Wspierających System Państwowe Ratownictwo Medyczne.

## Cele działania
Głównymi celami działania stowarzyszenia, jakim jest POPR, są:
- Niesienie pomocy w poszukiwaniu osób zaginionych w terenie otwartym ludzi żywych i martwych,
- Poszukiwanie ludzi żywych i martwych podczas katastrof budowlanych, przemysłowych itp.
- Pomoc w usuwaniu klęsk żywiołowych,
- Prowadzenie szkoleń medycznych,
- Prowadzenie pogadanek w placówkach oświatowych dot. zachowania wobec psów agresywnych,

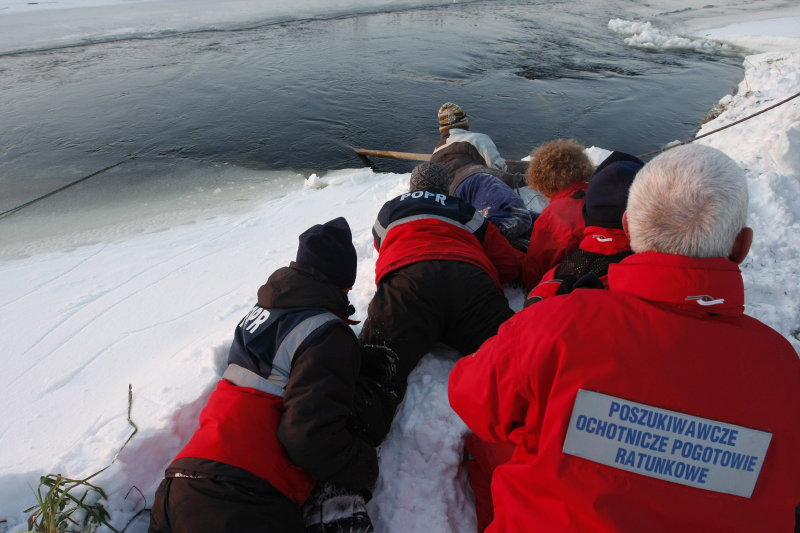
Poszukiwania zaginionych geologów na rozlewiskach Narwi pod Białymstokiem, 12–14 stycznia 2010: sprawdzanie zatopionego samochodu geologów podwodną kamerą

- Zabezpieczanie imprez masowych.

## Przyrzeczenie Ratownicze
Uroczyście i dobrowolnie, w poczuciu odpowiedzialności,
świadomy zagrożeń i podejmowanego ryzyka, przyrzekam:
Stawić się na każde wezwanie Naczelnika lub jego
zastępcy w oznaczonym miejscu i czasie, o każdej porze
roku czy dnia bez względu na stan pogody, aby śpieszyć z
pomocą ludziom, których życie bądź zdrowie jest w
niebezpieczeństwie;
Będę przestrzegał statutu POPR;
Polecenia Naczelnika, jego zastępców, kierowników
sekcji oraz kierujących akcjami ratowniczymi będę
wykonywał rzetelnie i gorliwie, pamiętając że od mojego
działania zależy zdrowie i życie ludzkie.
Przyrzeczenie swoje na znak dobrej woli – przez podanie
ręki Naczelnikowi – potwierdzam.

## Dane adresowe
Poszukiwawcze Ochotnicze Pogotowie Ratunkowe

plac Kaszubski 8/205
81-350 Gdynia